# Sexy Beach 3
Sexy Beach 3 (Sexyビーチ3 en japonés) es un videojuego de la saga Sexy Beach, desarrollado por la compañía Illusion. Es el tercer videojuego de la saga Sexy Beach para PC, tras su predecesor Sexy Beach 2, aunque 4 años más tarde saldría la siguiente entrega de la saga titulado Sexy Beach Zero.
El juego fue lanzado íntegramente en Japón el 29 de septiembre del 2006. Al igual que en las anteriores dos entregas, en este juego las protagonistas que aparecen son personajes de otros videojuegos de Illusion como Maria Anderson (Des Blood VR) o Ayase Reiko (Biko 3).

## Gráficos y ángulo de cámara
En comparación con los juegos anteriores, los gráficos cuenta con mejoras, como el pelo de las chicas que se ve más natural. Los fondos también están mejorados ya que cuentan con un motor de iluminación que hace que los reflejos del agua y del terreno sean de alta definición. El juego cuenta con varias capas que se puede activar o desactivar pulsando los números 0-9.
Illusion añadió mejoras de su cámara en RapeLay. La cámara comienza a girar en torno al personaje, pero se puede detener gracias a una opción que lleva incorporado. También se puede acercar y alejar usando las teclas de dirección y se mueven en un plano cartesiano en 2D frente al personaje con el botón derecho del ratón. El botón izquierdo del ratón te permite girar en torno al personaje. La cámara también cuenta con varias posiciones guardadas que pueden usarse pulsando Q, W, E, R y T en el teclado.

## Personajes
Todos los personajes que aparecen aquí (excepto el protagonista masculino) son de otros juegos de Illusion pero presentados con mejores gráficos.
Bael Altarus
Pechos: 94
Cintura: 60
Cadera: 85
Bael es una mujer con el pelo corto de color azul y los ojos violetas, la cual aparece en Des Blood 4. Ella administra el complejo hotelero Illusion. Es jugable en Sexy Beach 2, Sexy Beach 3 Plus y Sexy Beach Zero.
Eo
Pechos: 90
Cintura: 59
Cadera: 88
Eo es una mujer rubia con el pelo corto. Está muy buena, pero también muy varonil y malhumorada. Es la protagonista principal del juego A-GA.
Esk Andersson
Pechos: 81
Cintura: 52
Cadera: 80
Esk es una chica rubia con el pelo largo recogido con dos coletas. Es la protagonista principal del juego Des Blood 4.
Akagi Manami
Pechos: 69
Cintura: 50
Cadera: 75
Akagi es una chica morena con dos colas de caballo corto. Es un personaje de Interact Play VR.
Maria Andersson
Pechos: 100
Cintura: 63
Cadera: 89
Le gusta: Todo lo que se pueda acompañar con Sake.
Le disgusta: Todo lo que no se pueda acompañar con Sake.
Maria es una mujer con el pelo rubio largo. Es detective y aparece en el juego Des Blood VR.
Ayase Reiko
Pechos: 94
Cintura: 59
Cadera: 89
Ayase es una mujer con el pelo castaño oscuro largo. Es enfermera y aparece en el juego Biko 3.
- Datos: Q3958594